# 石英财经网
石英财经网（Quartz）是一家美国新闻网站，由大西洋传媒在2012年创立。它拥有全球英文版、非洲版和印度版三个版本，致力于为用户提供免费新闻和注册可见新闻。
该网站自称是“全球化经济下的数码时代新闻提供商”（digitally native news outlet for business people in the new global  economy），着力于吸引高收入读者。它60%的浏览量来自移动设备，同时60%的访问来自美国境外。
在2017年8月，该网站访问次数为2200万次，超过七十万用户订阅了邮件新闻列表，包括它的主打系列“每日简报”（Daily Brief）。
根据AdAge的数据，该网站在2016年拥有175名雇员，年收入约为三千万美元。同年，哈佛大学尼曼新闻实验室（Nieman Lab）将其称为“增长最迅速、最令人瞩目的线上新闻网站之一”。

## 歷史
2018年，它被日本金融信息公司Uzabase收购，价格在七千五百万美元到一亿一千万美元之间。
2022年4月，它被G/O Media收購。 